# Mercier (champagne)

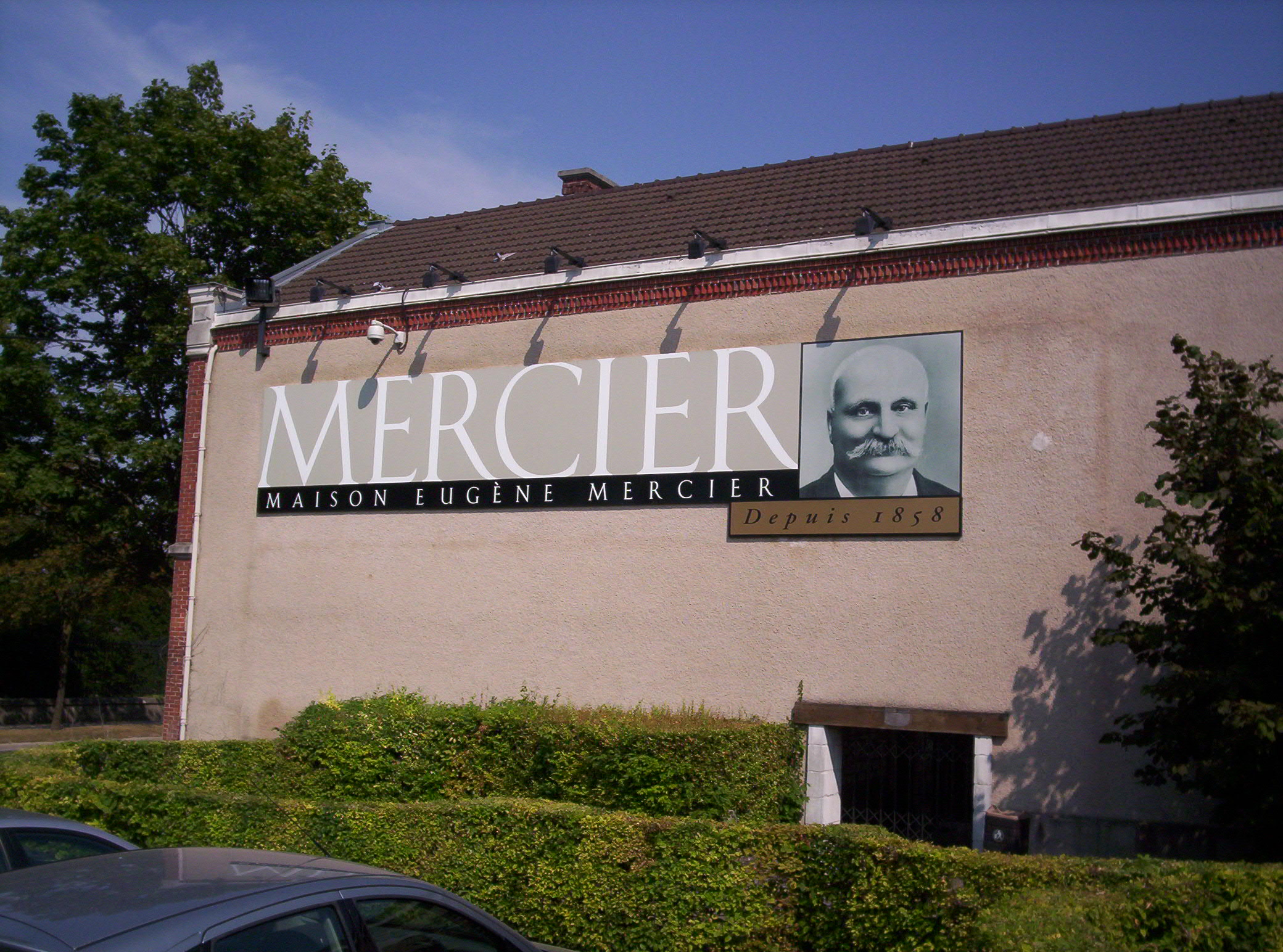
Champagnehuis Mercier

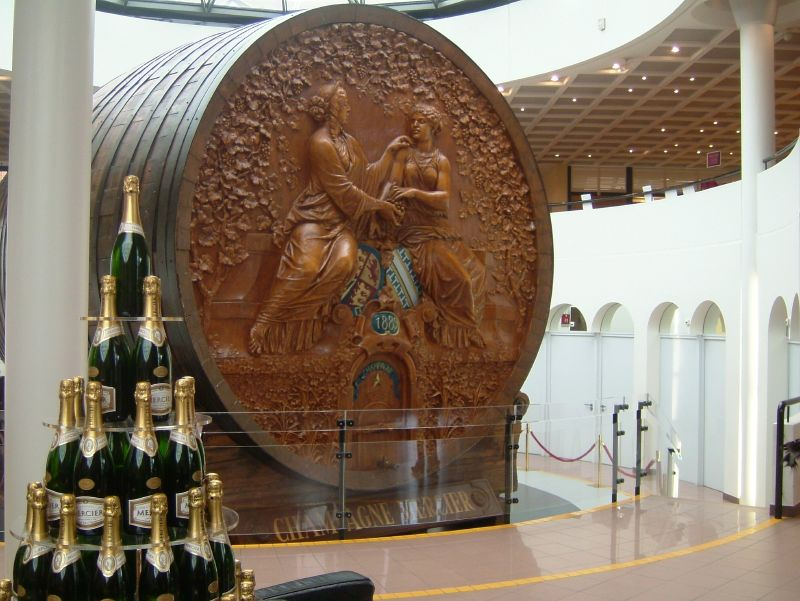
Het grote champagnevat in het Espace Mercier in Épernay

Mercier is een bekend champagnehuis, gevestigd in Épernay. Het champagnehuis werd opgericht in 1858. De champagne wordt in Frankrijk veel in supermarkten verkocht maar is van goede kwaliteit.

## Geschiedenis
Mercier is een populaire champagne en het bedrijf werd in 1858 opgericht door Eugène Mercier. Mercier heeft altijd reclame gemaakt die de grote massa tot het drinken van champagne moest verleiden. In 1889 presenteerde Mercier op de Wereldtentoonstelling in Parijs een vat dat 210.000 flessen champagne kon bevatten. In 1900 mochten duizenden bezoekers aan de Wereldtentoonstelling, met een glas champagne in de hand, in een grote ballon boven Parijs zweven. In het Espace Mercier in Épernay kan men het reuzenvat bezichtigen en met een elektrisch treintje door een deel van de 18 strekkende kilometer en in de kalkrotsen uitgehouwen kelders rijden. 

## Activiteiten
Mercier bezit 225 hectare wijngaarden in 20 crus, maar koopt ook de oogst van contractboeren om de eigen druivenoogst aan te vullen. Een deel van de druiven komt uit de minder hoog aangeslagen departementen Aisne en Aube op grote afstand van Épernay. Zo kan de wijn goedkoper worden geproduceerd dan die van andere champagnehuizen. De champagnes van Mercier kosten de helft of minder dan die van champagnehuizen als Taittinger en Moët &Chandon.
Mercier verkoopt circa 7 miljoen flessen champagne per jaar.
Het champagnehuis Mercier is onderdeel van Louis Vuitton Moët Hennessy (LVMH). Deze holding bezit meerdere champagnehuizen, namelijk Moët & Chandon, Veuve Clicquot, Canard-Duchêne, Ruinart en Henriot.

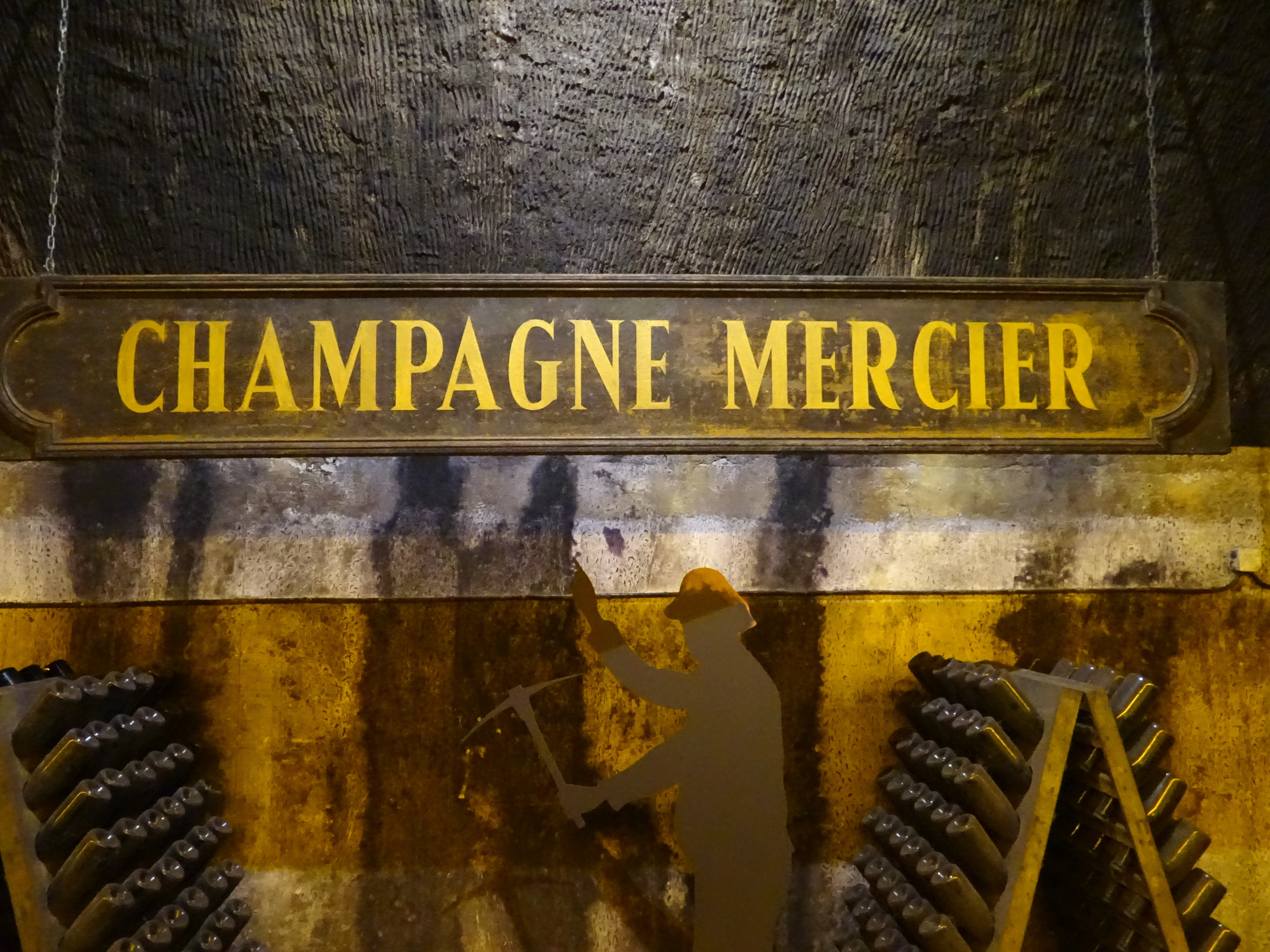
Kelder Mercier

## Champagnes
- Mercier Blanc de Noir wordt omschreven als de iconische champagen van het huis. Hij bevat enkel pinot noir (80%) en pinot menunier (20%), vandaar de naam.
- Mercier Brut bevat 20% chardonnay en relatief veel pinot meunier, en dat laatste maakt dat de champagne niet optimaal rijpt. Deze champagne wordt jong verkocht en moet snel worden gedronken.
- Mercier Brut Millésimé bevat 50% chardonay, vooral uit de Montagne de Reims. De gebruikte druiven zijn uit één oogstjaar afkomstig.
- Mercier Brut Rosé, een roséchampagne, bestaat voor 60% uit pinot noir en 40% pinot meunier.
- Mercier Cuvée Boulle d'Or is de cuvée de prestige. Vroeger werd deze champagne onder de naam Réserve de l'Émpereur verkocht. In deze champagne, die slechts mondjesmaat wordt geproduceerd, is 60% chardonnay verwerkt. De fles draagt geen jaartal.

De pinot meunier levert een levendige, frisse en florale champagne op. De stok is winterhard en de druif is al vroeg in de herfst rijp, dat vergroot de kans op een goede oogst in de noordelijk gelegen Champagne. Dat de wijn van deze druif minder goed rijpt is voor een huis als Mercier geen probleem, men geeft de voorkeur aan een toegankelijke, frisse en betaalbare champagne.